# Linea S2 (S-Bahn di Berlino)
La linea S2 è una delle 15 linee della rete della S-Bahn di Berlino. Lunga 46,4 km, serve 28 stazioni, e con le linee S1 e S25 i collegamenti nord-sud della capitale tedesca. Il capolinea nord è costituito dalla stazione di Bernau bei Berlin in Brandeburgo e quello sud da quella di Blankenfelde.

## Storia
La linea S2 – allora corrente fra la stazione dell'Anhalt e Lichtenrade – venne attivata il 9 gennaio 1984 ed esercita dalla società cittadina di trasporti BVG in sostituzione del servizio S-Bahn della Deutsche Reichsbahn.
Già il successivo 1º maggio fu possibile prolungare la linea verso nord, dalla stazione dell'Anhalt a Gesundbrunnen percorrendo il tunnel nord-sud; infine, il 1º ottobre la linea venne ulteriormente prolungata verso nord, da Gesundbrunnen a Frohnau.
Dal 1º gennaio 1994 l'esercizio delle linee S-Bahn della BVG venne assunto dalla nuova società S-Bahn Berlin GmbH, interamente posseduta dalla Deutsche Bahn.

## Percorso
La linea S2 percorre diverse linee ferroviarie:
- una parte della linea Berlino-Stettino, aperta il 1º agosto 1842 ed elettrificata nel 1924
- la Nordsüd-S-Bahn, aperta il 28 maggio 1936 tra le stazioni di Humboldthain e Unter den Linden e collegata il 9 ottobre 1939 con le stazioni di Anhalt e Priesterweg
- una parte della linea Berlino-Dresda, aperta il 18 giugno 1875 ed elettrificata il 15 maggio 1933.

## Cadenze orarie
| Tratto              | Ramo       | Cadenza oraria (min) | Fermate | Percorso (km) | Tempo (min) |
| ------------------- | ---------- | -------------------- | ------- | ------------- | ----------- |
| Bernau-Blankenfelde | W (Wulf)   | 20                   | 28      | 46,4          | 69          |
| Buch-Lichtenrade    | WI (Wespe) | 20                   | 22      | 32,5          | 50          |